# 罗伯托·奥利奇
羅柏托·蓋斯頓·奧契（英語：Roberto Gaston Orci，1973年7月20日—2025年2月25日）是墨西哥裔美國男編劇和監製。

## 早期生活
奧契出生於墨西哥城。父親是墨西哥人，母親則是古巴人。古巴革命時，他的母親及家人移民到美國。他的弟弟J·R·奧契也是名編劇和監製。

## 作品列表

### 電影
- 2005：《絕地再生》-聯合編劇
- 2005：《蒙面俠蘇洛2：不朽傳奇》-聯合編劇[2]
- 2006：《不可能的任務3》-聯合編劇
- 2007：《變形金剛》-聯合編劇
- 2008：《鷹眼》-監製[3]
- 2009：《守護者》-聯合編劇（未掛名劇本）
- 2009：《星際爭霸戰》-聯合編劇，執行製片人[4][5][6][7]
- 2009：《變形金剛：復仇之戰》-聯合編劇[8]
- 2009：《愛情限時簽》-執行製片人
- 2011：《星際飆客》-聯合編劇，監製[9]
- 2012：《平凡人生》-聯合編劇，監製[10]
- 2013：《闇黑無界：星際爭霸戰》-聯合編劇，監製[11]
- 2013：《出神入化》-監製[12]
- 2013：《戰爭遊戲》-監製[13]
- 2014：《蜘蛛人驚奇再起2：電光之戰》-聯合編劇，執行製片人[14]
- 2016：《出神入化2》-監製[15]
- 2016：《星際爭霸戰：浩瀚無垠》-監製，編劇（未掛名）
- 2017：《神鬼傳奇》-監製

### 電視劇
- 1997-1999：《大力士：傳奇旅程》-聯合執行製片人，編劇
- 1999-2000：《齊娜武士公主》-聯合執行製片人，編劇，創意顧問
- 2000：《萬事通傑克》-監製，編劇
- 2001-2003：《雙面女間諜》-總監製，聯合執行製片人，執行製片人，編劇
- 2004：《The Secret Service》-聯合創始人，執行製片人，聯合編劇（試播集）
- 2008-2013：《危機邊緣》-聯合創始人，執行製片人，製片顧問，編劇
- 2011-2013：《變形金剛 Prime》-執行製片人
- 2010至今：《檀島警騎2.0》-聯合開發者，監製，編劇
- 2011：《Exit Strategy》-聯合創始人，執行製片人，聯合編劇（試播集）
- 2011：《洛克和密鑰》-聯合開發者，執行製片人，聯合編劇（試播集）
- 2013至今：《斷頭谷》-聯合創始人，聯合編劇，執行製片人
- 2014：《足壇密探》-聯合創始人，聯合編劇，執行製片人
- 2014至今：《天蠍行動》-執行製片人
- 2015：《藥命效應》-執行製片人

## 外部連結
- 罗伯托·奥利奇在互联网电影资料库（IMDb）上的資料（英文）